# Вељке Озоровце
Вељке Озоровце (слч. Veľké Ozorovce) насељено је мјесто са административним статусом сеоске општине (слч. obec) у округу Требишов, у Кошичком крају, Словачка Република.

## Становништво
| Година:    | 1994. | 2004.    | 2014.   | 2024.   |
| ---------- | ----- | -------- | ------- | ------- |
| Број људи: | 587   | 715      | 758     | 731     |
| Разлика:   |       | +21,80 % | +6,01 % | -3,56 % |

| Година:    | 2023. | 2024.   |
| ---------- | ----- | ------- |
| Број људи: | 736   | 731     |
| Разлика:   |       | -0,67 % |

Према подацима о броју становника из 2011. године насеље је имало 740 становника.